# Jens Sloth
Jens Sloth, född 9 september 1982, är en svensk före detta fotbollsspelare som spelade i Trelleborgs FF 1997–2009. År 2008 diagnostiserades Sloth med testikelcancer. Han opererades och kunde snart återvända till fotbollen igen. Efter ytterligare ett halvår med Trelleborg lade han dock ner elitfotbollen.
Efter elitkarriären utbildade sig Sloth till civilingenjör och tog examen 2014. Samtidigt spelade han 2010–2013 i Höörs IS i division 3.
Sloth spelade i Sveriges U17- och U19-landslag.